# Kiryas Joel
Kiryas Joel (in yiddish: קרית יואל, Kiryas Yoyel, pronuncia yiddish: [ˈkɪʁ.jəs ˈjɔɪ.əl], spesso a livello locale abbreviato come KJ) è un villaggio (village) degli Stati Uniti d'America della contea di Orange nello Stato di New York. La popolazione era di 20.175 abitanti al censimento del 2010. Si trova all'interno del comune di Monroe. Kiryas Joel fa parte dell'area metropolitana di Poughkeepsie-Newburgh-Middletown così come della Grande New York. La maggior parte degli abitanti sono ebrei chassidici di lingua yiddish che appartengono alla movimento chassidico Satmar.
Secondo l'American Community Survey del Census Bureau, Kiryas Joel ha di gran lunga la più giovane popolazione mediana di età di tutti i luoghi degli Stati Uniti, ed il più giovane, a 13,2 anni, di tutti i centri abitati con una popolazione oltre di 5.000 abitanti negli Stati Uniti. Gli abitanti di Kiryas Joel, come quelli di altre comunità ebree Charedì, hanno tipicamente famiglie numerose e questo ha causato la rapida crescita della popolazione.
Secondo il censimento del 2008, il villaggio ha il più alto tasso di povertà della nazione. Più di due terzi degli abitanti vivono sotto la linea di povertà federale e il 40% riceve buoni alimentari. È inoltre il luogo degli Stati Uniti con la più alta percentuale di abitanti con discendenza ungherese, il 18,9% della popolazione dichiarava di essere di discendenza ungherese nel 2000.

## Geografia fisica
Secondo lo United States Census Bureau, ha un'area totale di 1,11 mi² (2,87 km²).

## Storia
Kiryas Joel prende questo nome in onore del defunto rabbino Joel Teitelbaum, il rebbe di Satmar e lo spirito di guida dietro il progetto. Teitelbaum stesso contribuì a selezionare la posizione pochi anni prima della sua morte nel 1979. Joel Teitelbaum, originario dell'Ungheria, fu il rebbe che ricostruì la dinastia chassidica Satmar negli anni successivi alla seconda guerra mondiale. Il Satmar chassidimo che fondò Kiryas Joel proveniva da Satu Mare, Romania, quando sotto il regno ungherese era noto come Szatmár.
Nel 1947, Teitelbaum originariamente si stabilì con i suoi seguaci nella sezione Williamsburg di Brooklyn, un borgo di New York. Negli anni 1970, tuttavia, decise di spostare la comunità in crescita in un luogo che non era lontano dal centro economico di New York, ma che allo stesso tempo fosse isolato da quelle che vedeva come le influenze nocive e l'immoralità del mondo esterno. La scelta di Teitelbaum era Monroe. La terra di Kiryas Joel fu acquistata nei primi anni 1970, e quattordici famiglie Satmar si stabilirono nell'estate del 1974. Quando morì nel 1979, Teitelbaum fu la prima persona ad essere sepolta nel cimitero del villaggio.
È opinione diffusa che non ci siano candidati per il consiglio di amministrazione del villaggio o per il consiglio scolastico a meno che non siano approvati dal gran rebbe, Rabbi Aharon Teitelbaum. Nel 2001, a Kiryas Joel si tenne un'elezione competitiva in cui tutti i candidati sostenuti dal gran rebbe furono rieletti con un margine del 55-45%.

## Società

### Evoluzione demografica
Secondo il censimento del 2010, la popolazione era di 20.175 abitanti.

### Etnie e minoranze straniere
Secondo il censimento del 2010, la composizione etnica del villaggio era formata per il 99,2% di bianchi, lo 0,1% di afroamericani, lo 0,0% di nativi americani, lo 0,1% di asiatici, lo 0,0% di oceanici, lo 0,2% di altre razze, e lo 0,4% di due o più etnie. Ispanici o latinos di qualunque razza erano l'1,3% della popolazione.